# Valse zuringrandwants
De valse zuringrandwants (Enoplops scapha ) is een wants uit de familie randwantsen (Coreidae).

## Uiterlijk
De valse zuringrandwants is donkergrijs met crèmekleurige vlekken op het connexivum. Het connexivum is vrij breed. De antennes zijn donkerbruin, maar het tweede segment en het onderste deel van het derde segment zijn roodbruin. De nimfen hebben een groen achterlichaam (abdomen). De lengte is 11 – 13 mm. Jonge nimfen hebben stekelige antennes en groen gekleurde abdomen. Oudere nimfen lijken op de nimfen van de zuringrandwants (Coreus marginatus).

## Verspreiding en habitat
De soort komt voor in Zuid- en Midden Europa en in Noord-Afrika. In Nederland wordt hij in Zeeland gevonden. Hij heeft een voorkeur voor een droog tot licht vochtig, open habitat.

## Leefwijze
De nimfen hebben als waardplant planten uit de ruwbladigenfamilie (Boraginaceae), met name hondstong (Cynoglossum), slangenkruid (Echium) en smeerwortel (Symphytum). Ze zuigen op het bladweefsel en vooral op de rijpende zaden. Oudere nimfen en volwassen bootwantsen kunnen ook op planten uit andere families worden gevonden.